# المحدادة (حقين)

تعديل مصدري - تعديل

المحدادة محلة تابعة لقرية بني عبدالسلام، التابعة لعزلة حقين بمديرية حزم العدين إحدى مديريات محافظة إب في الجمهورية اليمنية، بلغ تعداد سكانها 150 حسب تعداد اليمن لعام 2004.